# Głaz pamiątkowy Pracowników Drogi Wodnej
Głaz pamiątkowy Pracowników Drogi Wodnej (Pomnik Pracowników Odrzańskiej Drogi Wodnej) – pamiątkowy pomnik poświęcony pracownikom Odrzańskiej Drogi Wodnej, który powstał w 1983 roku. Zaprojektowany został przez plastyka Stanisława Mikinę. 
Podstawowym, centralnym elementem kompozycji jest głaz narzutowy wydobyty w 1917 roku podczas budowy nowych kanałów wodnych: Żeglugowego i Powodziowego. Wokół niego ustawiono elementy związane symbolicznie z żeglugą: kotwicę, śrubę okrętową, maszt i kod flagowy. Całość umieszczona na niewielkim kopcu otoczona jest grupą drzew. Pomnik znajduje się pod opieką Regionalnego Zarządu Gospodarki Wodnej we Wrocławiu. 
Przybliżone wymiary głazu wynoszą: 4 m x 3 m, przy wysokości około 2 m. Jest on osadzony na fundamencie wykonanym z betonu. Na nim widnieje prostokątny ślad w miejscu, w którym osadzona była tablica wykonana z brązu, na której widniała inskrypcja: Pracownikom Odrzańskiej Drogi Wodnej - jej budowniczym, stoczniowcom, marynarzom i portowcom, którzy swoim trudem ożywili Odrę dla Polski. Społeczeństwo miasta Wrocławia, Czerwiec 1983 r.. Odsłonięcie tablicy miało miejsce w dniu 24 czerwca 1983 roku, w ramach obchodów Dni Morza oraz 65-lecia Dyrekcji Dróg Wodnych przy Ministerstwie Komunikacji.
Pomnik położony jest przy Alei Jana Kochanowskiego między południowymi i północnymi Mostami Jagiellońskimi, po stronie mostów starych, na grobli rozdzielającej Kanał Żeglugowy od Kanału Powodziowego. W rejonie tym zlokalizowany jest Stopień Wodny Zacisze: na południu pod starym mostem Jagiellońskim południowym – Jaz Zacisze, na północy, powyżej starego mostu Jagiellońskiego północnego – Śluza Zacisze. Za pomnikiem znajduje się budynek Regionalnego Zarządu Gospodarki Wodnej we Wrocławiu.